# Retrato de mujer joven con abanico
Retrato de una mujer joven con abanico es un retrato de 1633 pintado por Rembrandt. Muestra a una joven acomodada con un abanico, que forma pareja o pendant con Retrato de un hombre levantándose de la silla, que representa a su marido. Está en la colección del Museo Metropolitano de Arte.

## Descripción
Rembrandt creó esta pintura como pareja del retrato masculino del museo Taft, probablemente con motivo de su boda. Era una costumbre habitual todavía pero pocos retratos dobles en pareja han sobrevivido de Rembrandt. Esta mitad de la pareja entró en la colección a través del legado de Helen Swift Neilson en 1945.
Esta pintura fue documentada por Hofstede de Groot en 1914, quien escribió: "881. UNA JOVEN DAMA CON ABANICO. Bode 253; Dut. 285; Wb. 217; B.-HdG. 101. Tres cuartos de largo; tamaño natural. Se sienta, vista de frente, en un sillón, y mira directamente fuera del cuadro. 
Sostiene su mano derecha, agarrando un abanico de plumas negras por su cadena de oro, contra su pecho; su mano izquierda descansa en una mesa a su lado a la derecha. Lleva una vestido de seda negra con mangas abullonadas y acuchilladas, un cuello triple de encaje y puños de encaje. Alrededor de su cuello hay un doble collar de perlas; en ambos brazos hay una pulsera de perlas y una pulsera de rubíes; hay perlas en sus orejas. Tiene el cabello rubio y rizado sin brillo y una tez fresca. 
La luz cae desde el primer plano izquierdo. Pintado alrededor de 1633. [Posiblemente pareja de 736.] Tela, 50 1/2 pulgadas por 40 pulgadas. Mencionado por Bode, p. 459 ; Dutuit, p. 46 ; Michel, p. 559 [433]. Exhibido en la British Institution, Londres, 1822, Núm. 13 ; en la Exposición de Invierno de la Real Academia, Londres, 1899, Núm. 55. En la colección de Señor Leconfield, Petworth."

La pintura fue incluida en la mayoría de los catálogos de Rembrandt del siglo XX, y el Proyecto de Búsqueda de Rembrandt está de acuerdo con Hofstede de Groot en el emparejamiento de esta pintura con el retrato masculino del museo Taft. Según Walter Liedtke, los rasgos de esta mujer se asemejan mucho a los de otro retrato en el Museo de Bellas Artes de Houston. 

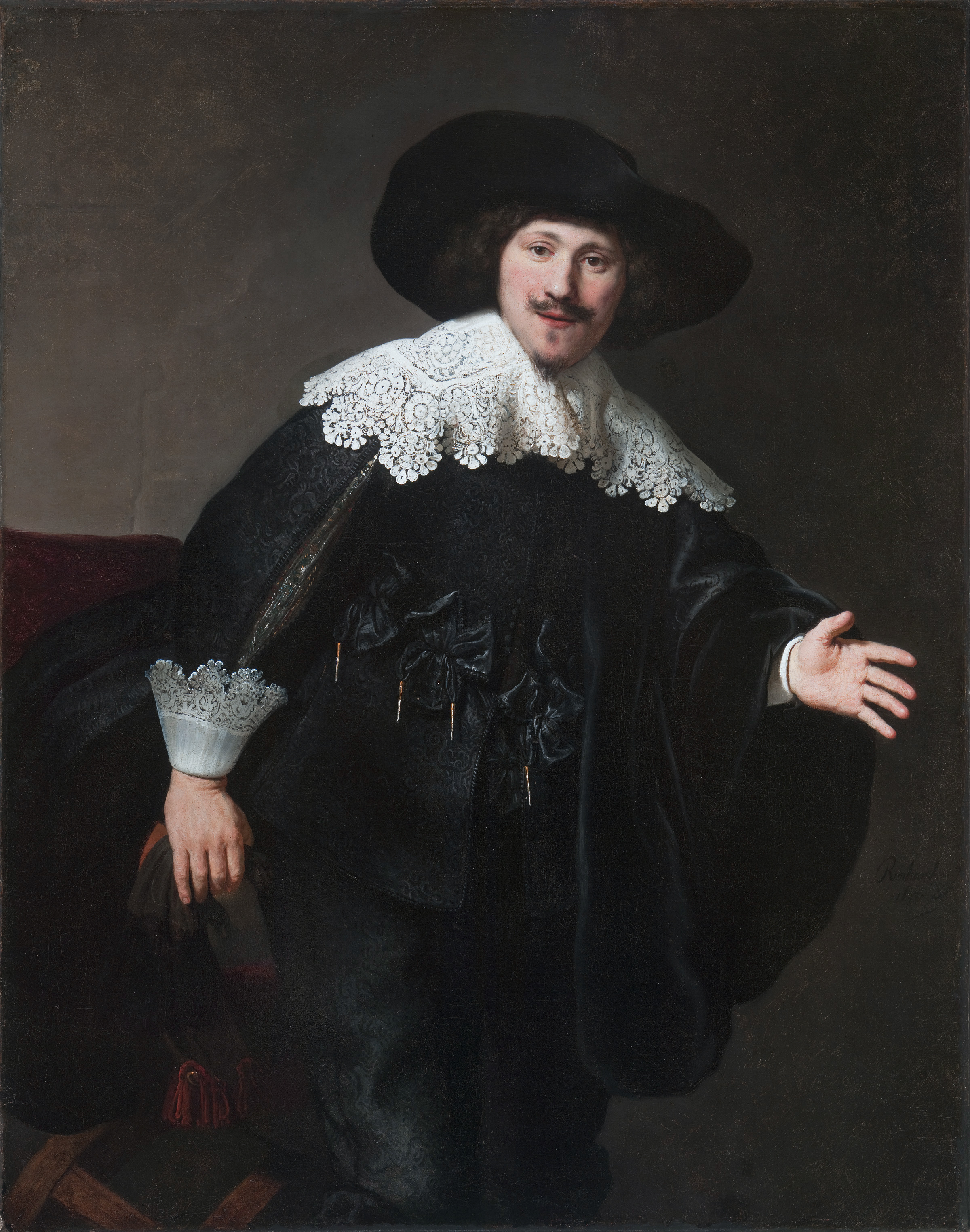
El retrato del hombre colgaría a la izquierda.
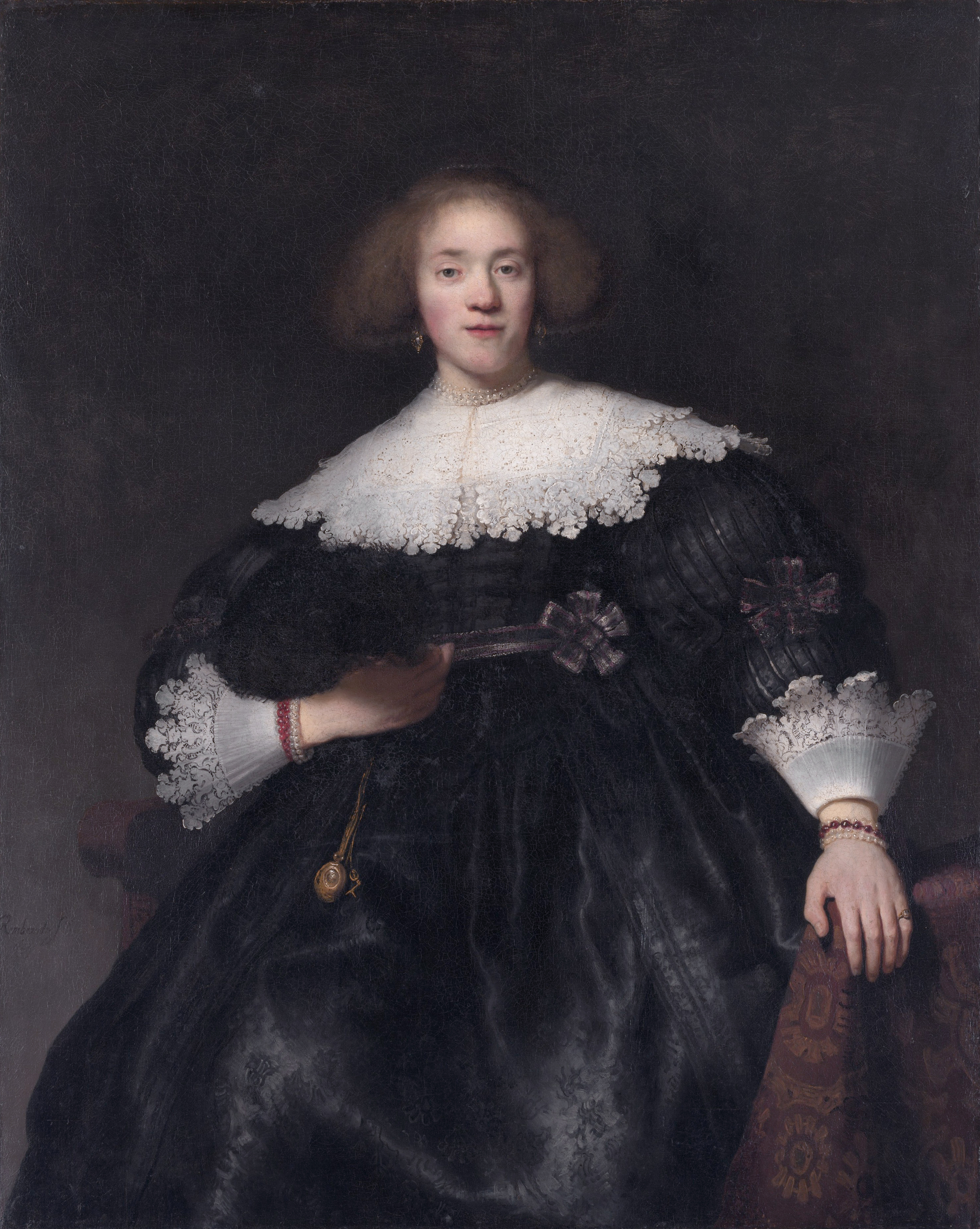
El retrato de la mujer colgaría a la derecha.
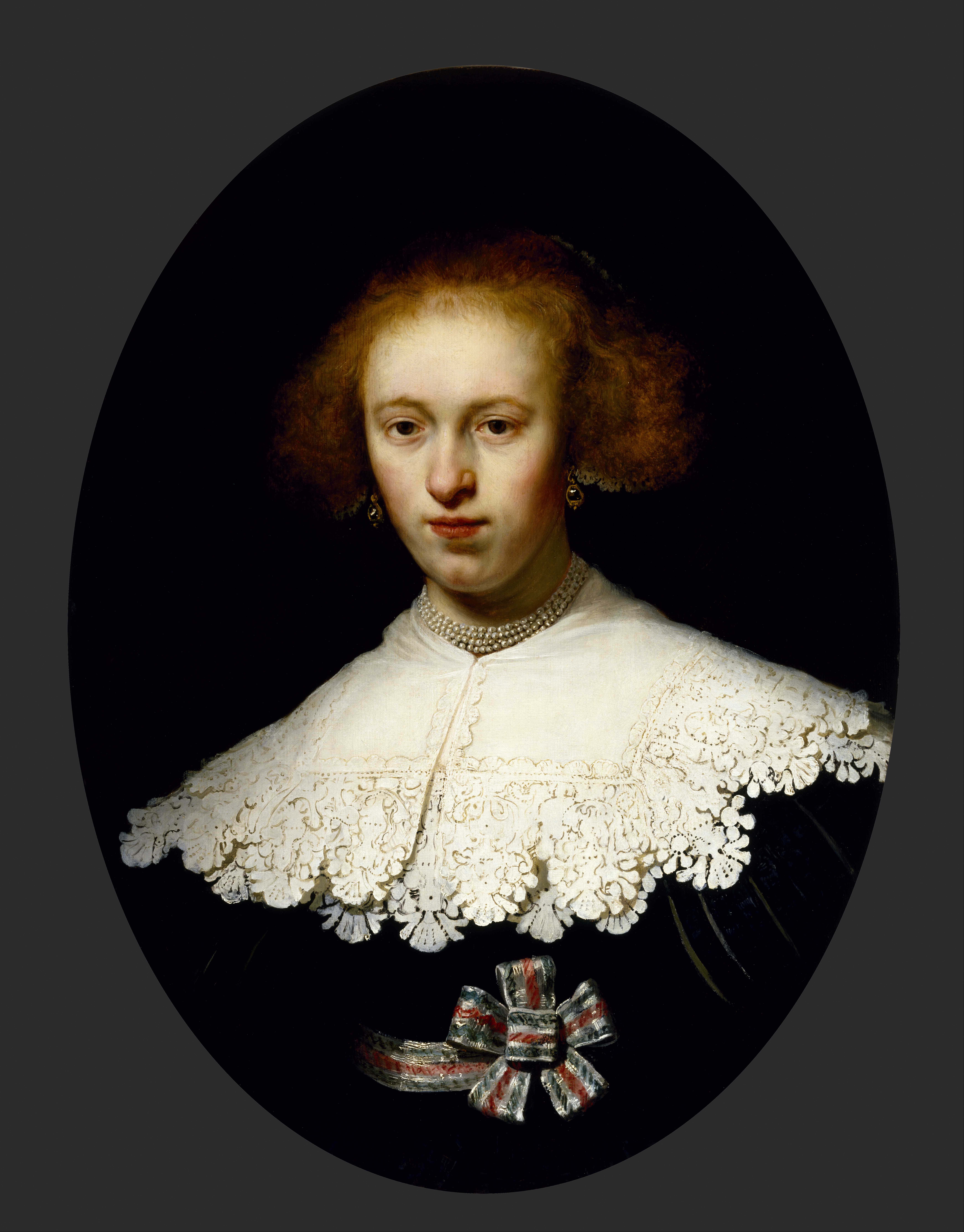
Pintura de Houston (no se conoce ninguna pareja)